# Sarajevski kiseljak
Sarajevski kiseljak je mineralna voda koja izvire u Kiseljaku u Bosni i Hercegovini. Drži se kako je Kiseljak dobio ime po kiseloj vodi koja tamo izvire.

## Vrelo
Sarajevski kiseljak se crpi iz prostora koji u tektonskom smislu pripada busovačkoj rasjednoj zoni. Glavni izvor se nalazi u poprečnom rasjedu koji se pruža od Rotilja do Podastinja, gdje su tercijarne naslage prekinute strmim stijenama trijaskog vapnenca pod kojima u istočnom smjeru mjestimično leže verfenske naslage.
Vrela u Kiseljaku izviru iz [sloja] trijasa, i to dolomita koji leži na verfenskim slojevima.

## Fizikalna i kemijska svojstva
Mineralna voda Sarajevski kiseljak je po fizičkim svojstvima bistra voda, bez boje i mirisa, temperatura na izvoru je 12,1 °C.
| iona kationa | mg/l  | iona aniona     | mg/l   |
| ------------ | ----- | --------------- | ------ |
| natrij       | 552,0 | hidrokarbonat   | 1659,2 |
| kalij        | 11,7  | sulfat          | 550,0  |
| kalcij       | 248,5 | klorid          | 75,9   |
| magnezij     | 43,7  | silicijeva kis. | 14,9   |

Sadržava i 3142,6 mg/l čvrstih tvari, te 4000,0 mg/l ugljikova dioksida.

## Proizvodnja
Za proizvodnju se rabe dva izvora (2010.), Park i Kiseljačić, koji daju 5 dm³/s. Izvori su kaptirani i godišnje daju preko 35 000 000 litara. Prve analize vode je izvršio E. Ludwig, dvorski savjetnik u Beču, 1886. godine. Međutim, u tu se svrhu rabilo samo 5 % vode (1975.).

## Ljekovita svojstva
Zavod za javno zdravstvo Federacije Bosne i Hercegovine je 14. travnja 1997. dao stručno mišljenje kako Sarajevski kiseljak pomaže kod bolesti metabolizma, bolesti jetre, žučnjaka i žučnih vodova, bolesti probavnoga sustava, te bolesti bubrega i mokraćovoda.
Od 2000. godine, Sarajevski kiseljak se nalazi u okrilju Jamnice.

## Vanjske poveznice
- Internetska stranica: sarajevski-kiseljak.com